# James 150cc-modellen 1932-1939
De James 150cc-modellen 1932-1939 vormen een serie 150cc-motorfietsen die het Britse merk James produceerde in de jaren dertig van de 20e eeuw. 

## Voorgeschiedenis
Het merk James uit Birmingham had zich tussen 1910 en 1930 vooral ontwikkeld als producent van zware motorfietsen van 560- tot 750 cc. Toch had men al in 1915 lichte 225cc-tweetaktmotorfietsjes uitgebracht, de James 2¼ HP-modellen, die tot in 1924 geproduceerd waren. Enkele jaren werden 250cc-viertaktmotoren gebruikt, maar al in 1928 verschenen de 175cc-modellen met inbouwmotoren van tweetaktspecialist Villiers en in 1929 volgden de 200cc-modellen. Zo werden klanten die meer geïnteresseerd waren in lichte gebruiksmotorfietsen bediend, maar deze functie werd nog belangrijker na de beurskrach van 1929 en het uitbreken van de Grote Depressie. Het laatste 175cc-model D10 ging in 1931 uit productie en werd opgevolgd door de 150cc-modellen. 

## 150cc-modellen
Met de 150cc-modellen stapte James af van de inbouwmotoren van Villiers. Men had intussen zelf tweetaktmotoren in twee versies ontwikkeld: het lange slag "Long stroke Two port"-blok en het "Two-port-blok" met twee uitlaatpoorten en twee uitlaten. 

### Modelnummering
De modelnummering had geen enkel verband met de cilinderinhoud, maar des te meer met het productiejaar. In 1929 was men begonnen om alle modellen een letter gerelateerd aan het jaar te geven: de "A". In 1930 volgde de "B" enz. Zo was in 1932 de letter D aan de beurt. De eerste modellen kregen de toevoeging "14" en "15" omdat alle lagere getallen al vergeven waren: D1 en D2 aan de 500cc-modellen, D4 aan een 350cc-model, D5 t/m D8 aan 250cc-modellen en D11/D12 aan de 200cc-modellen.

### 1932: Model D14 Super Sports en Model D15
Het Model 14 Super Sports kreeg de lange slag-motor, met een Amal-carburateur, een vliegwielmagneet, twee verchroomde uitlaatpijpen met fishtails, een middenbok. Het was een tamelijk luxe uitvoering, met een 6 volt-verlichtingsset met een grote koplamp en een verstelbaar stuur. De tank was gespoten in twee kleuren bruin, het rijwielgedeelte was zwart gelakt. De machine kostte 22 pond. Het Model 15 was het "Utility" (gebruiks-)model met de bijbehorende "Utility-motor". Technisch was de machine verder identiek, maar de tank was zwart met goudkleurige biezen en de machine kostte slechts 19 pond.

### 1933: Model E15 en Model E16 Comet
In 1933 was er geen echt sportmodel. Het Model E15 werd verkocht als Utility-machine en het Model E16 kreeg weliswaar de toevoeging "Comet", maar ook beenschilden en was daardoor nog meer voor woon-werkverkeer geschikt. Beide modellen hadden een verlichtingsset, maar het Model E16 had nu ook een accu die door de dynamo werd opgeladen. Het Model E15 had directe verlichting: rechtstreeks aangestuurd door de dynamo waardoor ze bij stilstaande motor niet bleef branden. Ook had het Model E15 een Amal-carburateur, terwijl de E16 Comet een Villiers-carburateur kreeg. Het Model E15 was zwart met gouden biezen, het Model E16 twee kleuren bruin met rode en gouden biezen. Beide modellen kregen een gereedschapskastje met boordgereedschap en bandenpomp, maar de E16 kreeg ook nog een knijpclaxon. 

### 1934: Model F15 en Model F16 Comet
Het Model F15 kreeg ook een Villiers-carburateur, maar bleef verder gelijk aan het Model E15, met uitzondering van de kleur van de tank: groen met gouden biezen. De F16 Comet kreeg drie versnellingen en een Lucas 6 volt-installatie met een grote koplamp met dim- en grootlicht en een achterlicht. De tank was verchroomd met groene flanken en gouden biezen. Het kreeg ook weer de meer uitgebreide accessoireset. 

### 1935: Model G15 Lightweight en Model G16 Lightweight
In 1935 kregen beide modellen drie versnellingen en een Villiers-carburateur. Het Model G15 had nog steeds de directe verlichting vanaf de dynamo, terwijl het Model G16 een accu had. Het Model G16 kreeg ook beenschilden en de meer uitgebreide accessoireset.

### 1936: Model H15 Utility Lightweight en Model H16 De Luxe Lightweight
Zoals de naam "De Luxe" al aangeeft, was het Model H16 het meest luxueuze in 1936. Beide modellen waren technisch identiek, met een Villiers-carburateur en drie versnellingen, maar het Model H16 had de Lucas-elektrische installatie met accu en uitgebreide verlichting en daarnaast ook een grotendeels verchroomde tank, de uitgebreide accessoireset en beenschilden. 

### 1937: Model I15 Utility Lightweight en Model I16 De Luxe Lightweight
In 1937 kregen beide modellen een Villiers Twin Port-tweetaktmotor, uiteraard met Villiers-carburateur. Verder bleven de verschillen tussen de basisversie en de luxe versie gelijk, maar beide modellen werden nu ook geleverd met een vetspuit en verstelbare voetsteunen. 

### 1938: Model J15 Utility Lightweight en Model J16 De Luxe Lightweight
In 1938 veranderde de kleur van de tank: zwart met gouden biezen en beide modellen kregen een via de voorwielnaaf aangedreven snelheidsmeter. 

### 1939: Model K15 Standard Utility en Model K16 Standard Sports
In 1939 veranderde de kleur opnieuw: de tank was nu zwart met druppelvormige zilverkleurige flanken met gouden biezen. De vuldop van de tank kreeg een maataanduiding voor de mengverhouding van benzine en olie: 16:1. Het Model K15 behield de directe verlichting, maar nu wel met groot- en dimlicht. Het Model K16 bleef de luxe-versie, maar kreeg ondanks de toevoeging "Sports" juist een bagagedrager.

## Technische gegevens
| James Model            | D14                                 | D15                                 | E15                                 | E16                                 | F15                                 | F16                                 | G15                                 | G16                                 | H15                                 | H16                                 | I15                                 | I16                                 | J15                                 | J16                                 | K15                                 | K16                                 |
| ---------------------- | ----------------------------------- | ----------------------------------- | ----------------------------------- | ----------------------------------- | ----------------------------------- | ----------------------------------- | ----------------------------------- | ----------------------------------- | ----------------------------------- | ----------------------------------- | ----------------------------------- | ----------------------------------- | ----------------------------------- | ----------------------------------- | ----------------------------------- | ----------------------------------- |
| Periode                | 1932                                | 1932                                | 1933                                | 1933                                | 1934                                | 1934                                | 1935                                | 1935                                | 1936                                | 1936                                | 1937                                | 1937                                | 1938                                | 1938                                | 1939                                | 1939                                |
| Categorie              | Sportmodel                          | Toermodel                           | Toermodel                           | Toermodel                           | Toermodel                           | Toermodel                           | Toermodel                           | Toermodel                           | Toermodel                           | Toermodel                           | Toermodel                           | Toermodel                           | Toermodel                           | Toermodel                           | Toermodel                           | Sportmodel                          |
| Motortype              | Tweetakt                            | Tweetakt                            | Tweetakt                            | Tweetakt                            | Tweetakt                            | Tweetakt                            | Tweetakt                            | Tweetakt                            | Tweetakt                            | Tweetakt                            | Tweetakt                            | Tweetakt                            | Tweetakt                            | Tweetakt                            | Tweetakt                            | Tweetakt                            |
| Bouwwijze              | Dwarsgeplaatste staande eencilinder | Dwarsgeplaatste staande eencilinder | Dwarsgeplaatste staande eencilinder | Dwarsgeplaatste staande eencilinder | Dwarsgeplaatste staande eencilinder | Dwarsgeplaatste staande eencilinder | Dwarsgeplaatste staande eencilinder | Dwarsgeplaatste staande eencilinder | Dwarsgeplaatste staande eencilinder | Dwarsgeplaatste staande eencilinder | Dwarsgeplaatste staande eencilinder | Dwarsgeplaatste staande eencilinder | Dwarsgeplaatste staande eencilinder | Dwarsgeplaatste staande eencilinder | Dwarsgeplaatste staande eencilinder | Dwarsgeplaatste staande eencilinder |
| Koeling                | Lucht                               | Lucht                               | Lucht                               | Lucht                               | Lucht                               | Lucht                               | Lucht                               | Lucht                               | Lucht                               | Lucht                               | Lucht                               | Lucht                               | Lucht                               | Lucht                               | Lucht                               | Lucht                               |
| Boring                 | Onbekend                            | Onbekend                            | Onbekend                            | Onbekend                            | Onbekend                            | Onbekend                            | Onbekend                            | Onbekend                            | Onbekend                            | Onbekend                            | Onbekend                            | Onbekend                            | Onbekend                            | Onbekend                            | Onbekend                            | Onbekend                            |
| Slag                   | Onbekend                            | Onbekend                            | Onbekend                            | Onbekend                            | Onbekend                            | Onbekend                            | Onbekend                            | Onbekend                            | Onbekend                            | Onbekend                            | Onbekend                            | Onbekend                            | Onbekend                            | Onbekend                            | Onbekend                            | Onbekend                            |
| Cilinderinhoud         | 148 cc                              | 148 cc                              | 148 cc                              | 148 cc                              | 148 cc                              | 148 cc                              | 148 cc                              | 148 cc                              | 148 cc                              | 148 cc                              | 148 cc                              | 148 cc                              | 148 cc                              | 148 cc                              | 148 cc                              | 148 cc                              |
| Carburateur(s)         | Amal                                | Amal                                | Amal                                | Villiers                            | Villiers                            | Villiers                            | Villiers                            | Villiers                            | Villiers                            | Villiers                            | Villiers                            | Villiers                            | Villiers                            | Villiers                            | Villiers                            | Villiers                            |
| Smeersysteem           | Mengsmering                         | Mengsmering                         | Mengsmering                         | Mengsmering                         | Mengsmering                         | Mengsmering                         | Mengsmering                         | Mengsmering                         | Mengsmering                         | Mengsmering                         | Mengsmering                         | Mengsmering                         | Mengsmering                         | Mengsmering                         | Mengsmering                         | Mengsmering                         |
| Primaire aandrijving   | Ketting                             | Ketting                             | Ketting                             | Ketting                             | Ketting                             | Ketting                             | Ketting                             | Ketting                             | Ketting                             | Ketting                             | Ketting                             | Ketting                             | Ketting                             | Ketting                             | Ketting                             | Ketting                             |
| Koppeling              | Onbekend                            | Onbekend                            | Onbekend                            | Onbekend                            | Onbekend                            | Onbekend                            | Onbekend                            | Onbekend                            | Onbekend                            | Onbekend                            | Onbekend                            | Onbekend                            | Onbekend                            | Onbekend                            | Onbekend                            | Onbekend                            |
| Versnellingen          | 2                                   | 2                                   | 2                                   | 2                                   | 2                                   | 3                                   | 3                                   | 3                                   | 3                                   | 3                                   | 3                                   | 3                                   | 3                                   | 3                                   | 3                                   | 3                                   |
| Secundaire aandrijving | Ketting                             | Ketting                             | Ketting                             | Ketting                             | Ketting                             | Ketting                             | Ketting                             | Ketting                             | Ketting                             | Ketting                             | Ketting                             | Ketting                             | Ketting                             | Ketting                             | Ketting                             | Ketting                             |
| Rijwielgedeelte        | Open wiegframe                      | Open wiegframe                      | Open wiegframe                      | Open wiegframe                      | Open wiegframe                      | Open wiegframe                      | Open wiegframe                      | Open wiegframe                      | Open wiegframe                      | Open wiegframe                      | Open wiegframe                      | Open wiegframe                      | Open wiegframe                      | Open wiegframe                      | Open wiegframe                      | Open wiegframe                      |
| Voorvork               | Webbvork                            | Webbvork                            | Webbvork                            | Webbvork                            | Webbvork                            | Webbvork                            | Webbvork                            | Webbvork                            | Webbvork                            | Webbvork                            | Webbvork                            | Webbvork                            | Webbvork                            | Webbvork                            | Webbvork                            | Webbvork                            |
| Achtervork             | Star                                | Star                                | Star                                | Star                                | Star                                | Star                                | Star                                | Star                                | Star                                | Star                                | Star                                | Star                                | Star                                | Star                                | Star                                | Star                                |
| Remmen                 | Trommelremmen                       | Trommelremmen                       | Trommelremmen                       | Trommelremmen                       | Trommelremmen                       | Trommelremmen                       | Trommelremmen                       | Trommelremmen                       | Trommelremmen                       | Trommelremmen                       | Trommelremmen                       | Trommelremmen                       | Trommelremmen                       | Trommelremmen                       | Trommelremmen                       | Trommelremmen                       |
| Tankinhoud             | 9 liter                             | 9 liter                             | 9 liter                             | 9 liter                             | 9 liter                             | 9 liter                             | 9 liter                             | 9 liter                             | 9 liter                             | 9 liter                             | 9 liter                             | 9 liter                             | 9 liter                             | 9 liter                             | 9 liter                             | 9 liter                             |